# マラカイ・ラヴロ
マラカイ・ラヴロ（Malakai Ravulo、1983年9月22日 - ）は、フィジーのラグビー選手。

## プロフィール
- フィジー・コロボウ出身。
- ポジションはフランカー(FL)。
- 身長 190cm、体重 107kg
- フィジー代表キャップは38（2020年7月現在）でラグビーワールドカップ2011・ラグビーワールドカップ2015のフィジー代表に選ばれてた[1]。

## 略歴
ノースハーバー、ファルル・コンスタンツァを経て、2015年、ステアウア・ブクレシュティに加入。